# Large Hadron Collider

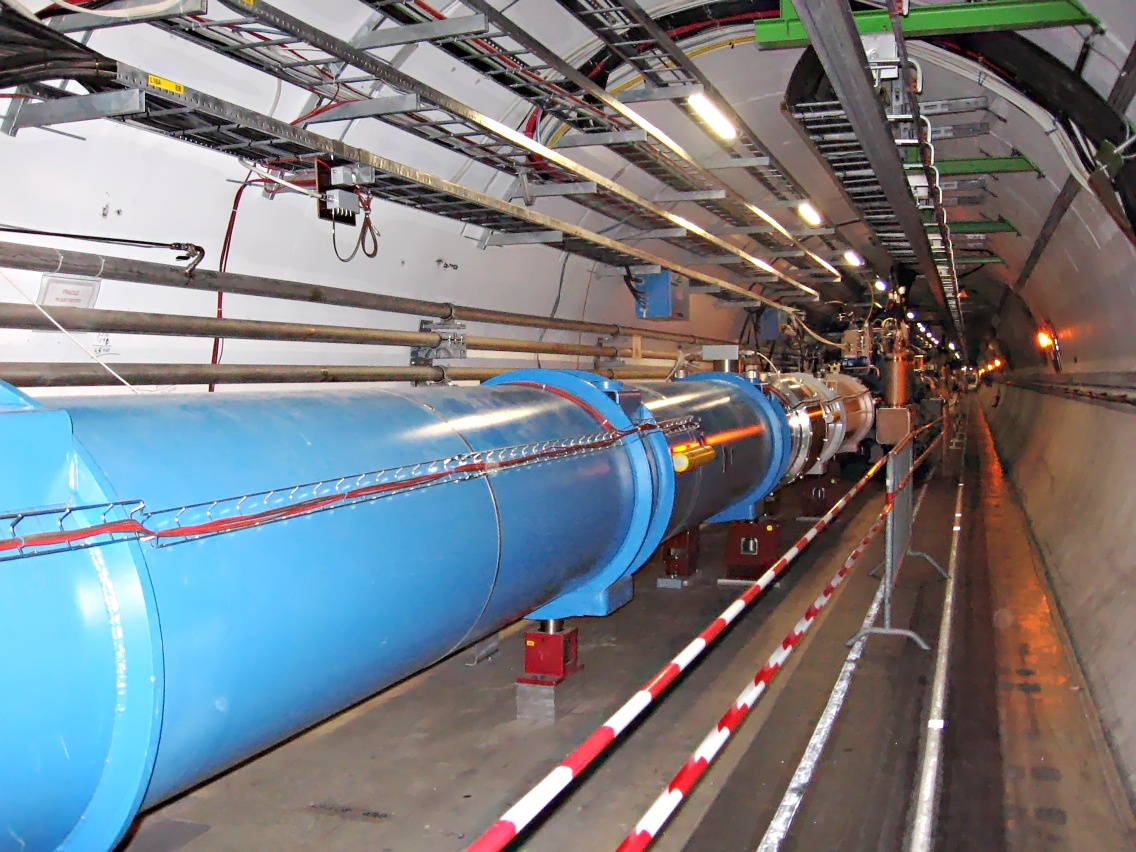
L'interno del tunnel dell'LHC, dove sono stati installati i magneti superconduttori.

Il Large Hadron Collider (in acronimo LHC, lett. "grande collisore di adroni") è un collisore di particelle situato presso il CERN di Ginevra, utilizzato per ricerche sperimentali nel campo della fisica delle particelle.

## Caratteristiche
LHC è il collisore di particelle più grande e potente esistente sulla Terra. Si tratta di un collisore di adroni con una energia di circa 14 teraelettronvolt, costruito all'interno di un tunnel sotterraneo con una circonferenza di circa 27 km, a circa 100 m di profondità. Si trova nello stesso tunnel realizzato in precedenza per l'acceleratore LEP.

Il collisore di adroni, con i suoi punti sperimentali e i suoi pre-acceleratori. I fasci di ioni cominciano il percorso agli acceleratori lineari (in figura sono indicati con p e Pb). Continuano quindi il loro cammino nel booster (anello senza nome), nel Sincrotrone di Protoni (PS), nel Grande Sincrotrone di Protoni (SPS) e giungono nell'anello esterno del diametro di circa 25 km. Sono stati indicati in giallo i quattro rivelatori ATLAS, CMS, LHCb, ALICE.

I componenti più importanti del collisore sono 1232 magneti superconduttori a bassa temperatura, che hanno un campo intenso circa 8 tesla. Sono realizzati in lega di niobio e titanio e sono raffreddati alla temperatura di circa 2 K (circa -271 °C), utilizzando elio liquido.
La macchina concentra due fasci che circolano in direzioni opposte, all'interno dei tubi a vuoto. I fasci collidono in quattro punti lungo il percorso, dove il tunnel si allarga per lasciare spazio a grandi vani che ospitano i rivelatori. I quattro principali rivelatori di particelle sono ATLAS, di forma toroidale, il Solenoide compatto per muoni, LHCb, e ALICE, un collisore di ioni. I rivelatori utilizzano tecnologie diverse e operano intorno al punto in cui i fasci collidono. Nelle collisioni vengono prodotte numerose particelle, le cui proprietà vengono misurate dai rivelatori e inviate al centro di calcolo. Tra gli scopi principali degli studi vi è la ricerca di tracce dell'esistenza di nuove particelle.
Dopo un iniziale guasto che ha compromesso l'impianto di raffreddamento e provocato un fermo di circa un anno, LHC ha cominciato la sua campagna sperimentale alla fine del 2009. L'incidente è stato discusso in dettaglio dal fisico Lucio Rossi, all'epoca responsabile dei magneti superconduttori.
Nel 2018 è stata avviata l’attuazione di un progetto di miglioramento delle prestazioni, in particolare di incremento di un fattore 10 della luminosità del fascio (High luminosity LHC project).

## Finalità scientifiche

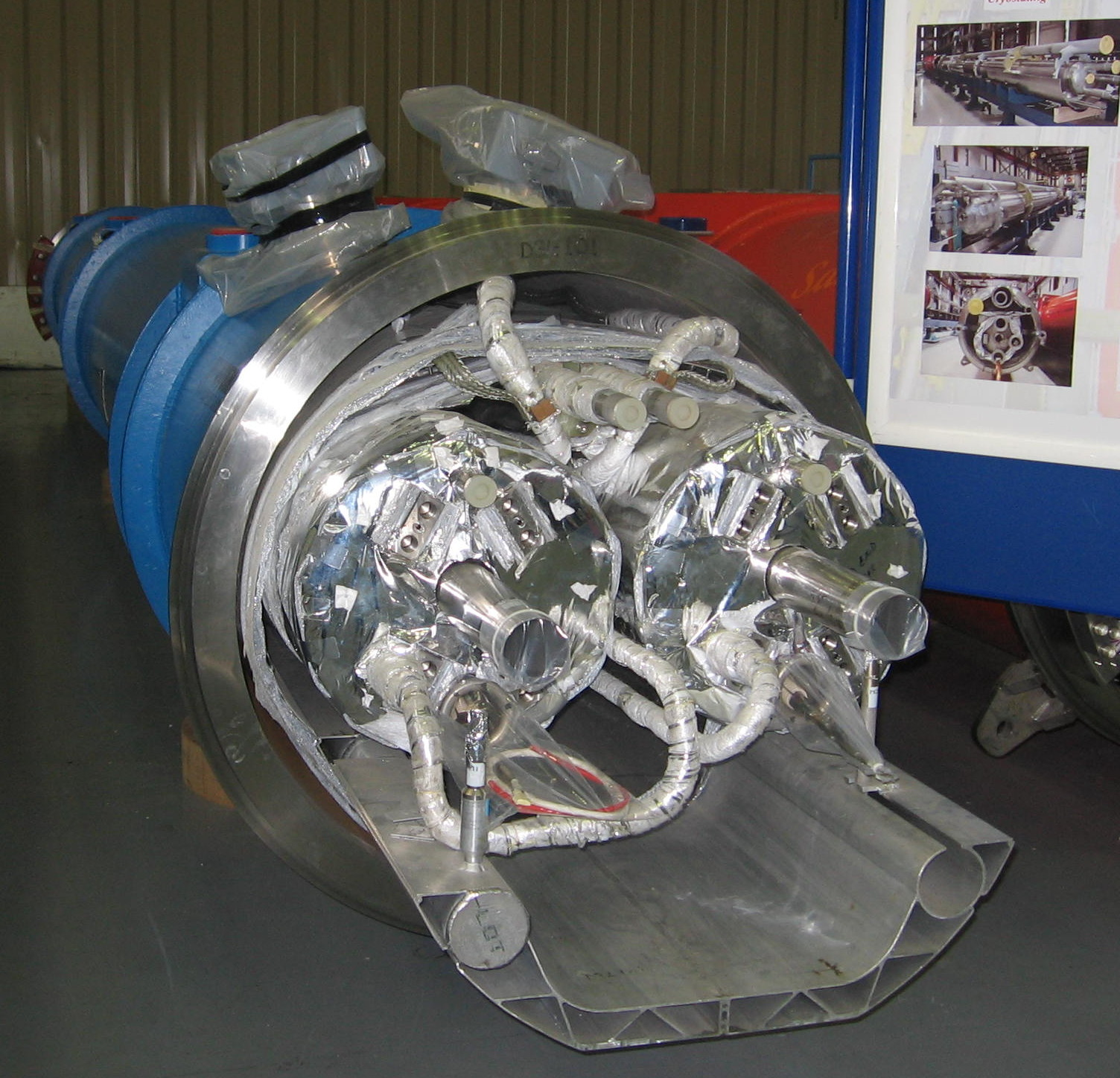
Sezione di un magnete superconduttore di LHC.

Dopo la dimostrazione dell'esistenza del bosone di Higgs, previsto dal Modello standard per dare origine alle masse delle particelle, i fisici di tutto il mondo si propongono di utilizzare LHC per avere risposte a varie questioni che reputano fondamentali per il proseguimento dell'indagine fisica:
- Qual è l'origine della massa dei barioni? Generando plasma di quark e gluoni si verificherà l'origine non-perturbativa di una larga frazione della massa dell'universo?
- Perché le particelle elementari presentano masse diverse? In altri termini, le particelle interagiscono con il campo di Higgs?
- Secondo alcune evidenze il 95% della massa-energia dell'universo ha una natura diversa da quella conosciuta. Di che si tratta? In altre parole, cosa sono la materia oscura e l'energia oscura?
- Esistono le particelle supersimmetriche?
- Esistono altre dimensioni oltre alle tre spaziali e quella temporale, come previste da vari modelli di teoria delle stringhe?
- Quali sono le caratteristiche della violazione di CP che possono spiegare l'asimmetria tra materia e antimateria, cioè la quasi assenza di antimateria nell'universo?
- Che cosa si può conoscere, con maggiore dettaglio, di oggetti già noti, come il quark top?

## Esperimenti al LHC

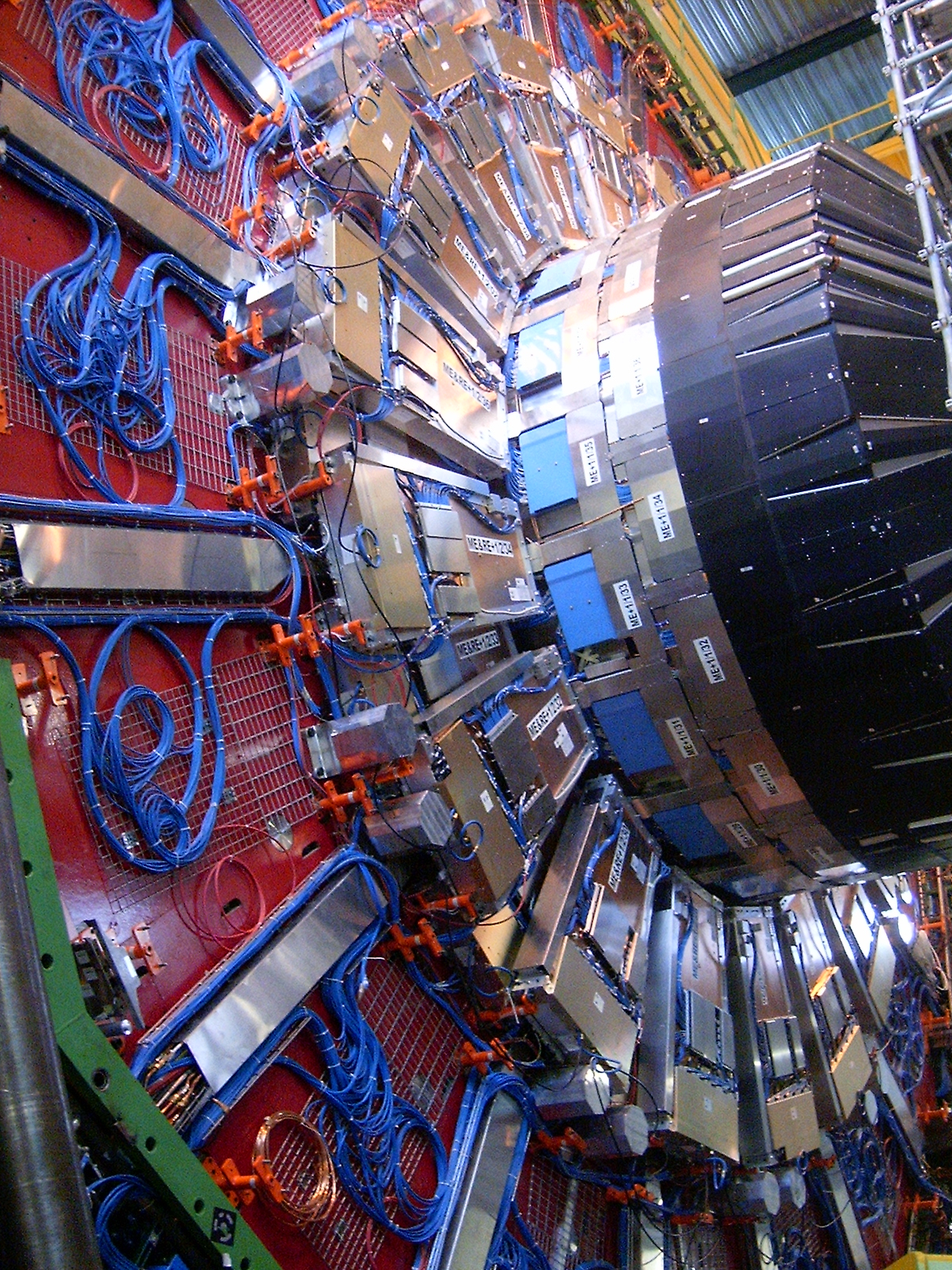
Il rivelatore CMS a LHC

Il programma scientifico di LHC prevede sette esperimenti. I due esperimenti più grandi sono ATLAS (A Toroidal LHC ApparatuS) e CMS (Compact Muon Solenoid) che sono rivelatori di enormi dimensioni e avanzata tecnologia realizzati da collaborazioni internazionali comprendenti oltre 2 000 fisici. L'esperimento LHCb è invece progettato per studiare la fisica dei mesoni B, mentre ALICE è ottimizzato per lo studio delle collisioni tra ioni pesanti. I due rivelatori più piccoli sono TOTEM e LHCf, specializzati per studiare le collisioni che producono particelle a piccolo angolo rispetto alla direzione dei fasci. L'ultimo esperimento ad essere stato avviato è l'esperimento MoEDAL, il cui obiettivo principale è cercare il monopolo magnetico.
Il primo fascio di protoni è circolato nel collisore il 10 settembre 2008 in mattinata. Le particelle sono state sparate nel collisore in senso orario alle 10:28 locali e successivamente è stato sparato in senso antiorario un fascio di protoni arrivato a destinazione alle 14:59.
Le prime "modeste" collisioni ad alta energia di 900 GeV sarebbero dovute avvenire nei primi giorni della settimana del 22 settembre 2008. A partire dal 12 ottobre 2008, prima dell'inaugurazione ufficiale (il 21 ottobre 2008), il LHC avrebbe già dovuto operare a un'energia di 1 TeV e nel 2009 avrebbe dovuto raggiungere l'energia di 7 TeV. I tempi si sono però piuttosto dilatati, poiché il 19 settembre 2008 si è verificato un guasto, che ha tenuto fermo il collisore per vari mesi.

## Stato dei lavori
| Data              | Evento |
| ----------------- | --- |
| 10 settembre 2008 | Viene fatto passare a regimi minimi il primo protone all'interno del circuito. |
| 19 settembre 2008 | Un super-conduttore si danneggia causando la perdita di 6 tonnellate di elio liquido. |
| 30 settembre 2008 | La prima collisione prevista, a regimi medio-bassi, viene rimandata a causa del perdurare di problemi tecnici. |
| 16 ottobre 2008   | Viene pubblicata una prima analisi dell'incidente al super-conduttore. |
| 21 ottobre 2008   | Inaugurazione ufficiale. |
| 5 dicembre 2008   | Il CERN pubblica altre analisi dettagliate. |
| 21 novembre 2009  | LHC è stato riacceso a un'energia di 2,36 TeV (1,18 TeV per fascio). |
| 23 novembre 2009  | Prime collisioni con energia nel centro di massa di 900 GeV (450 GeV + 450 GeV). |
| 30 novembre 2009  | Raggiunti livelli di energia di 2,36 TeV nel centro di massa (nuovo record mondiale). |
| 8 dicembre 2009   | Per la prima volta osservate collisioni fra protoni con tutti gli apparati di rivelazione funzionanti a 2,36 TeV nel centro di massa.                                                                                             |
| 19 marzo 2010     | Per la prima volta i due fasci di particelle raggiungono ciascuno i 3,5 TeV ma senza che i protoni vengano fatti collidere. |
| 30 marzo 2010     | Prime collisioni protone-protone a 7 TeV nel centro di massa. La macchina supera nuovamente il record mondiale già ottenuto da LHC nel novembre 2009.                                                                             |
| 30 giugno 2010    | Ottenuto il nuovo record di luminosità istantanea di 8x1029 cm−2s−1, con tre bunch (pacchetti di protoni) per fascio ad alta intensità.                                                                                           |
| 14 luglio 2010    | Ottenuta la luminosità record per LHC di 1030 collisioni per secondo per centimetro quadrato. |
| 20 agosto 2010    | Raggiunto un nuovo record di luminosità istantanea: 6,5 x 1030 cm−2s−1. |
| 23 agosto 2010    | Raggiunta la luminosità di 1031 cm−2s−1, con 48 pacchetti di protoni (bunch) alla volta con una densità singola arrivata a 5 000 miliardi di protoni.                                                                             |
| 14 ottobre 2010   | Raggiunta la luminosità di 1032 cm−2s−1. |
| 4 novembre 2010   | I primi fasci di ioni di piombo sono stati iniettati nella macchina senza comunque farli collidere. |
| 5 novembre 2010   | I fasci di ioni sono stati accelerati fino a una energia di 1,38 TeV, nuovo record assoluto. |
| 7 novembre 2010   | Prime collisioni di ioni accelerati fino a una energia di 1,38 TeV. |
| 22 aprile 2011    | Raggiunta la luminosità di 4,67 x 1032 (nuovo record assoluto). |
| 25 luglio 2011    | Registrato un eccesso di eventi nella regione, non ancora esclusa per l'esistenza del bosone di Higgs, tra i 114 e 140 GeV. |
| 22 agosto 2011    | Esclusa l'esistenza dell'Higgs su gran parte della regione di massa compresa tra 145 e 466 GeV con una certezza del 95 per cento.                                                                                                 |
| 25 novembre 2011  | Esclusa l'esistenza dell'Higgs su gran parte della regione di massa compresa tra 141 e 476 GeV con una certezza superiore al 95 per cento.                                                                                        |
| 13 dicembre 2011  | Resi noti risultati che indicano un eccesso di eventi nell'intervallo di massa intorno a 125 GeV. |
| 27 dicembre 2011  | Annunciata la scoperta della particella χb(3P) (Chi bottom (3P)) composta da un quark beauty e dal suo antiquark. |
| 7 febbraio 2012   | Resi noti ulteriori risultati degli esperimenti ATLAS e CMS che indicano una finestra energetica per l'eventuale bosone di Higgs fra i 124 GeV e i 126 GeV.                                                                       |
| 13 febbraio 2012  | Resa nota la decisione di aumentare l'energia di ciascun fascio, per il 2012, da 3,5 TeV a 4 TeV. |
| 30 marzo 2012     | Prime collisioni protone-protone con energia nel centro di massa di 8 TeV, nuovo record assoluto. |
| 19 aprile 2012    | Raggiunta la luminosità di 3,9 x 1033 collisioni per centimetro quadrato e per secondo utilizzando 1 380 pacchetti per fascio. |
| 27 aprile 2012    | Annunciata la scoperta dello stato eccitato della particella Ξb0 (Xi bottom) composta da un quark beauty, uno up e uno strange.                                                                                                   |
| 16 maggio 2012    | Annunciata la scoperta di 2 stati eccitati della particella Λb0 (Lambda bottom) composta da un quark beauty, uno up e uno down.                                                                                                   |
| 4 luglio 2012     | Annunciata la scoperta di una nuova particella che si presume sia il Bosone di Higgs, della massa di 125,3±0,6 GeV/c2 su 4,9 sigma. I dati analizzati finora sono coerenti con l'Higgs, tuttavia sono in corso ulteriori analisi. |
| 13 settembre 2012 | Prime collisioni di protoni con ioni di piombo. |
| 17 marzo 2015     | Migliorata la stima della massa del Bosone di Higgs al valore di 125,09±0,24 GeV. |
| 21 maggio 2015    | Prime collisioni protone-protone all'energia di 13 TeV. |
| 25 novembre 2015  | Prima collisione di ioni all'energia record di 1 PeV (equivalente a 5 TeV dei precedenti esperimenti) |
| 23 aprile 2016    | Raccolta dei dati |
| 22 aprile 2022    | Il Large Hadron Collider viene riattivato |
| 17 luglio 2023    | A causa di una disfunzione al sistema elettrico generale (causata da un violento temporale) vi è un incidente al sistema di refrigerazione                                                                                        |
| 30 ottobre 2023   | Si anticipano, dopo l'incidente, le collisioni con ioni di piombo prima della pausa invernale |
| 06 aprile 2024    | Si riavvia ufficialmente la raccolta dati Run3 |
|                   | |

## Risultati
A seguito dell'analisi delle 284 collisioni a 900 GeV, osservate nell'esperimento ALICE il 23 novembre 2009, gli scienziati dell'LHC hanno pubblicato le prime misure di densità della pseudorapidità η delle particelle cariche primarie. Nell'intervallo |η|<0,5 gli scienziati hanno ottenuto i seguenti valori:
| Tipo di interazioni     | dNch/dη | Incertezza statistica | Incertezza sistematica |
| ----------------------- | ------- | --------------------- | ---------------------- |
| anelastiche             | 3,10    | ±0,13                 | ±0,22                  |
| diffrattive non-singole | 3,51    | ±0,15                 | ±0,25                  |

Questi risultati sono compatibili con le precedenti misurazioni per le interazioni protone–antiprotone alla stessa energia nel centro di massa ottenute col collisore CERN Spp̅S.
Per la prima volta è stato osservato direttamente il jet quenching, analizzando le collisioni fra ioni di piombo osservate dall'esperimento ATLAS nel mese di novembre 2010. Questa asimmetria potrebbe derivare dalla formazione di plasma di quark e gluoni, che interferisce con i getti di particelle che lo attraversano.
Scoperta la particella χb(3P) composta da un quark beauty e dal suo antiquark.
Scoperto lo stato eccitato della particella Ξb0 composta da un quark beauty, uno strange e uno up.
Scoperti 2 stati eccitati della particella Λb0 composta da un quark beauty, uno down e uno up.
Scoperta una nuova particella compatibile con il Bosone di Higgs del Modello Standard.
Scoperte, nell'ambito dell'esperimento LHCb, le due particelle di natura barionica Xi_b'-, Xi_b*-

## Sicurezza delle collisioni di particelle negli esperimenti al LHC
Walter Wagner e Luis Sancho, nel marzo 2008, citarono in giudizio presso una corte delle Hawaii il CERN, il Fermilab di Chicago e il Dipartimento dell'Energia degli Stati Uniti, che hanno partecipato alla costruzione dell'acceleratore, nel tentativo di impedire l'entrata in funzione dell'LHC, ma persero la causa. In seguito, nel settembre 2008, un gruppo di ricercatori, con a capo Markus Goritschnig, si è rivolto alla Corte Europea dei diritti dell'uomo per fermare l'esperimento, in quanto potrebbe produrre un pericoloso buco nero, ma la Corte Europea ha respinto la richiesta, in quanto secondo gli scienziati del CERN gli scenari proposti sono "altamente improbabili".
Il 20 giugno 2008, l'LHC Safety Assessment Group (LSAG), il team che si occupa della valutazione di rischio per l'LHC, ha pubblicato un nuovo rapporto sulla sicurezza, che va ad aggiornare quello del 2003, nel quale riafferma ed estende le precedenti conclusioni riguardo al fatto che "le collisioni provocate dal LHC non presentano alcun pericolo e non vi è motivo di preoccupazione". Il rapporto del LSAG è stato quindi revisionato e vagliato dal CERN's Scientific Policy Committee, un gruppo di scienziati esterni che offre consulenza al CERN. Il 5 settembre 2008, il documento del LSAG, "Review of the safety of LHC collisions", è stato pubblicato sul Journal of Physics G: Nuclear and Particle Physics.
In questo lavoro, quelli del LSAG ammettono che alcuni mini-buchi neri prodotti dal LHC potrebbero, a differenza di quelli prodotti dai raggi cosmici, avere una velocità inferiore alla velocità di fuga terrestre, ma sostengono comunque che LHC è sicuro, estendendo l'analogia dei raggi cosmici non solo alla Terra, ma anche agli altri corpi celesti. Infatti nell'universo esistono corpi molto densi, come le stelle di neutroni, che hanno una velocità di fuga talmente elevata da intrappolare anche i mini-buchi neri prodotti dai raggi cosmici; l'elevata vita media di una stella di neutroni, che viene continuamente bombardata dai raggi cosmici, smentisce la pericolosità dei mini-buchi neri prodotti dai raggi cosmici, e dunque, per analogia, anche di quelli prodotti dal LHC.
Va detto inoltre che la tesi di Otto Rössler (che, sulla base di una teoria obsoleta rivelatasi errata, sostiene che i buchi neri non possono emettere radiazione di Hawking perché sono infinitamente lontani e grandi), secondo il parere del CERN si contraddice da sola:
be created in the first place? But what about astronomical data showing signatures of black holes, e.g. in the center of our galaxy?»
(Domenico Giulini e Hermann Nicolai)

## Divulgazione
- Sul sito web del CERN è stata messa a disposizione in 1 589 pagine e 115 megabyte la documentazione completa riguardo agli esperimenti e all'intera struttura dell'anello e dei rilevatori posizionati al suo interno.[38]
- Sempre sul sito del CERN è possibile aggiornarsi sullo stato dell'arte del progetto[39][40].
- Su YouTube alcuni scienziati del CERN appassionati di musica hanno divulgato, in via del tutto informale, un video rap che spiega in maniera semplice e divertente il funzionamento dell'acceleratore e il suo scopo.[41]
- L'evento del 10 settembre 2008 è stato trasmesso in diretta via Internet dal Live Webcast del CERN[42] e diffuso attraverso molti network europei.
- Data l'altissima quantità di dati a disposizione, per la composizione e analisi dei dati provenienti dagli esperimenti dell'LHC vengono utilizzati sistemi di calcolo molto avanzati, come la WLCG (Worldwide LHC Computing Grid), una griglia di elaboratori.[43]
- In Angeli e demoni di Dan Brown, l'antimateria creata al LHC viene usata come arma contro il Vaticano. Il CERN pubblicò una pagina Verità o Finzione? in cui si discuteva sull'accuratezza del libro per quanto riguarda LHC, CERN, e la fisica delle particelle in generale.[44] Alcune scene della versione cinematografica del romanzo sono state girate al LHC; il regista Ron Howard ha incontrato esperti del CERN nel tentativo di rendere più accurati i riferimenti scientifici presenti nel film.[45]
- Il Large Hadron Collider appare anche nella visual novel Steins;Gate di 5pb., in cui viene usato dal CERN (chiamato SERN nell'opera) per la creazione di una macchina del tempo incompleta utilizzante buchi neri; grazie alla quale, in un possibile futuro, l'organizzazione governa il mondo in una distopia senza guerre, né libertà.
- BBC Radio 4 commemorò l'accensione dell'LHC il 10 settembre 2008 con un "Big Bang Day".[46] Venne incluso in questo evento un episodio radio della serie Torchwood, con una trama riguardante LHC, intitolato Lost Souls.[47]
- Il documentario Particle Fever (2013) di Mark Levinson segue le vicende dell'LHC dal 2009 fino all'annuncio di quello che sarebbe potuto essere il bosone di Higgs.[48]

### Esperimenti
- TOTEM (rivelatore)
- LHCb
- LHCf
- ALICE
- Compact Muon Solenoid
- ATLAS